# Aeroportul Maripasoula
Aeroportul Maripasoula (IATA: MPY, ICAO: SOOA) este un aeroport din Maripasoula⁠(d), Cantonul Maripasoula, Arondismentul Saint-Laurent-du-Maroni, Guyana Franceză, Franța ce deservește zona Maripasoula⁠(d). Aeroportul a fost tranzitat în 2022 de 17.346 de pasageri. A fost numit după zona deservită.
Situat la o altitudine de 115 m, aeroportul dispune de o singură pistă. Este operat de general council of Guyane⁠(d).